# Operculicarya
Genre

## Quelques espèces
- Operculicarya borealis
- Operculicarya gummifera
- Operculicarya hirsutissima
- Operculicarya hyphaenoides
- Operculicarya pachypus